# Irresistible (canción de Jessica Simpson)
«Irresistible» (en español: «Irresistible») es una canción pop interpretada por la cantante estadounidense Jessica Simpson, escrita y producida por Anders Bagge, Arnthor Birgisson, Pamela Sheyne, e incluida en el año 2001 en el homónimo segundo álbum de estudio de la cantante Irresistible. 
Durante el segundo cuatrimestre de 2001, "Irresistible" fue lanzada por el sello Columbia Records como el primer sencillo del álbum, con lo que se convirtió en el cuarto sencillo cronológico de Simpson en países como los Estados Unidos y Canadá. "Irresistible" es la canción oficial de la Copa América 2001.
El video musical fue dirigido por Simon Brand. En este video Jessica muestra su lado más sexy. Existe otra versión de este video, debido al remix de la canción, el video ella sale acompañada con Lil' Bow Wow.
Tras su lanzamiento, "Irresistible" fue un rotundo éxito mundial. Alcanzó el puesto #15 en el Billboard Hot 100, convirtiéndose en su segundo Top 20. El sencillo también llegó al Top 20 en 12 países. El sencillo es conocido por su video musical, cambiar la imagen virginal de Simpson, una vez conservadora a una imagen abiertamente sexual por primera vez (que sería refinado en el video de "Sweetest Sin"). 
Irresistible, por sus altas ventas en Australia fue certificado oro, por vender 35 000 copias. El sencillo es generalmente considerado como una de sus canciones más exitoso en el mundo hasta la fecha. La canción logró vender más de 3 400 000 copias a nivel mundial.

## Información de la canción
"Irresistible" fue escrito por Anders Bagge, A. Birgisson, y Pamela Sheyne, y producido por Bagge y Birgisson. En este optimista dance-pop orientado a dar lugar único, Jessica rompe sus límites de cristiana, una vez impuestas por utilizar un lenguaje sugerente en una sola por primera vez, como ella las preguntas de su personal voto de celibato cuando conoce a un hombre que es muy sexualmente atraído. Simpson se da cuenta de que ella supone que esperar (hasta el matrimonio), como ella canta: "But he's irresistible, up close and personal, now inescapable, I can hardly breathe".
Birgisson dijo que Sheyne participó en componer la melodía de la canción, y contribuyó con su voz para la demostración. Simpson viajó a Suecia para grabar la canción en Murlyn Studios, de Estocolmo, junto con algunas otras canciones. Sheyne cantó los coros de la canción. En una entrevista con Associated Press, Simpson dijo que "Irresistible" es muy sexy y más adulto que su material anterior. "Creo que vamos a ver un nuevo lado de Jessica Simpson", agregó.

## Grabación y producción
Después de grabar la voz principal en Murlyn Studio Group, Simpson viajó de regreso a Sony Music Studios de Nueva York para grabar las voces adicionales.  Las voces fueron grabadas y diseñado por Robert Williams con un Sony C-800G Estudio micrófono de condensador de tubo. Williams explicó que eligió el micrófono porque sentía que adapta la voz de Simpson:
"En el estudio, todo se reduce a lo que se oye. Ella tiene una amplia gama, desde un susurro para realmente cantando a todo pulmón, y necesitas un micrófono que puede manejar la gama sin distorsión. El micrófono 800G tiene una buena cabeza van desde el más suave de los sonidos más fuertes. He utilizado el 800 con Jessica en su primer álbum, y sentí que le sentaba bien. En el caso de Jessica, su voz tiende a ser muy brillante y me gustaría añadir un poco de la parte baja para completar el cuerpo. El micrófono 800 me dio la flexibilidad necesaria para hacer esto."

### Lanzamiento
Columbia Records estrenado "Irresistible", el 30 de mayo de 2001, como un maxisencillo, en Francia. La presión que figura la versión del álbum como el lado A, y la de So So Def remix como el B-lado. En Alemania, fue lanzado el 25 de junio de 2001. En los Estados Unidos, "Irresistible" fue estrenado por primera vez como la radio como sencillo. Más tarde, un CD sencillo promocional fue publicado, que contiene la versión del álbum de la canción. El vinyl fue lanzado el 26 de junio de 2001, que incluyó la remezcla de la canción. En el Reino Unido, que fue lanzado el 2 de julio de 2001, como sencillo en CD. El mismo día, fue lanzado en Suecia a través de Sony Music. En Canadá, el sencillo fue lanzado el 9 de julio de 2001.

## Composición
«Irresistible» tiene una duración de tres minutos y trece segundos. Musicalmente, es una canción dance-pop de ritmo moderado, con influencias de R&B. También muestra elementos de pop rock y géneros funk. La canción también incorpora ritmos de la música latina. De acuerdo con la partitura publicada en Musicnotes.com por EMI Music Publishing, la canción está escrita en la tonalidad de Do mayor. De acuerdo a Cashbox Canadá, Simpson adopta la voz entrecortada por la canción, y tiene un "poco de música bailable". Teresa Gutiérrez de The Dallas Morning News señaló que la canción tiene un ritmo de rata-a-tat-tat, similar a la de la canción "There You Go " de la cantante Pink. La canción cuenta con una sección de cuerdas por Stockholm Session Strings. La canción también cuenta con pasajes hablados por Simpson, y también un desglose sección media. Chuck Taylor de Billboard señaló que la voz de Simpson en la canción fueron seriamente "funk-fortificado". 
Está compuesto en la forma de verso-estribillo-puente. Líricamente, según Birgisson, la canción tiene algunos ángulos muy femenina. Bob Waliszewski de Plugged In Online señaló que las letras son de un compromiso sexual inminente. "El protagonista sabe que no debe ceder, pero parece más allá del punto de no retorno", explicó.

### Remix
So So Def Recordings se encargó de remix "Irresistible". El remix de So So Def de la canción, producida por Jermaine Dupri, aparece el rapero estadounidense Lil' Bow Wow y Dupri. Otro remix de la canción fue producida por el productor estadounidense Hex Hector.

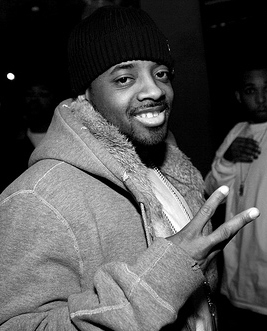
Jermaine Dupri (en la foto) aparece en el video de definición de la canción So So remix.
Foto: Timothy M. Moore

## Promoción

MTV ayudó a Simpson a promosiconal este sencillo a nivel mundial.

Las actuaciones incluyen varias apariciones en televisión y festivales para promover el álbum Irresistible.
Simpson interpretada por primera vez "Irresistible" públicamente en el SpringBreak MTV en Cancún el 16 de marzo de 2001. Dos meses después de que ella apareció en el show de Rosie O'Donnell el 11 de mayo y MTV TRL el 31 de mayo. 
El 7 de junio, actuó en The Tonight Show con Jay Leno.
Ella también viajó por el mundo para promover el sencillo y el álbum Irresistible.
Al igual que en MuchMusic en Canadá, canto en MTV Reino Unido, viajó a Alemania para realizar en los programas Top of the Pops el 21 de junio y Viva Interaktiv e Italia realizado en el Festivalbar y en el Club de París Monkey. También viajó a Suecia y los Países Bajos para promocionar la canción.
En agosto de 2001, hizo su primera aparición en América Latina a estar en Otro Rollo en México.
En particular, la canción se realizó en el Macy's 4 de julio para la celebración del Día de la Independencia.

## Vídeo musical

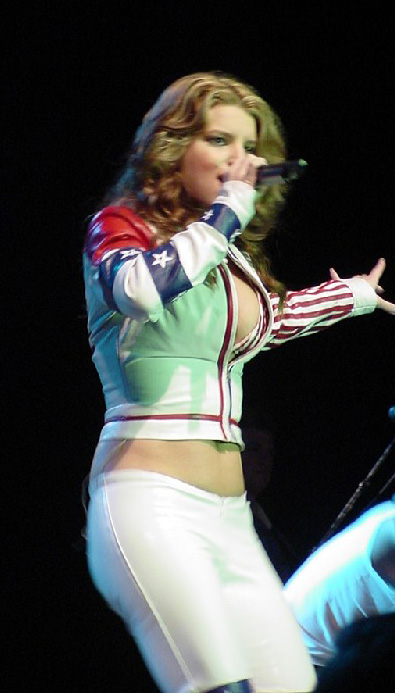
Jessica Simpson cantando Irresistible.

A pesar de su álbum debut ha sido un modesto éxito, su jefe en la Columbia Records, Tommy Mottola, no fue satisfecho con los resultados. Aunque Simpson había sido prevista para el próximo gran superestrella del pop, ella no había llegado cerca de las ventas de sus contemporáneos del pop, Christina Aguilera y Britney Spears. Para aumentar las ventas, Mottola consideró que Simpson necesitaba una imagen sexy, y ella se vio obligada a bajar de peso y aparecen en ropa sexy y públicamente por su nuevo vídeo musical.
El primer vídeo en la que muestra su lado sexy nuevo fue el de "Irresistible". Dirigida por Simon Brand, este oscuro futurista de espionaje-como la música de vídeo mostró a Jessica sexy ropa reveladora y romper en un laboratorio de alto secreto. Aunque su misión es aparentemente al compromiso pruebas en el laboratorio, no muy alcanzar su objetivo, sino que procede a realizar un baile sexy.
El video fue el WorldPremiere en TRL de MTV el 9 de mayo, el video debutó al día siguiente en el número 10, después de 7 días el vídeo alcanzó en el número 2. El video se mantuvo durante 26 semanas en la cuenta regresiva, hizo su segundo de vídeo con éxito de este puesto. 
Gracias a Irresistible, Jessica pudo ingresar al mercado latino, en MuchMusic llegó a ser un éxito, y en Latinoamérica el video logró posicionarse en las importantes cadenas de televisión, como MTV Latinoamérica en donde entró a la cuenta regresiva en Los 10 Más Pedidos llegando al puesto 2.
Debido al avance en el sexo y el llamamiento espía tema, el video es a menudo comparado con Mariah Carey's "Honey" (que también tiene un espía tema y destacó Carey en sexy ropa por primera vez en su carrera).
Un vídeo musical también fue filmado para el So So Def remix de la canción. Simpson, nunca se ve con Lil' Bow Wow, como sus shots fueron filmadas por separado. Mientras Simpson se vio nuevamente obligada a llevar ropa sexy para el video, ella no aceptó filmar el video, para el So So Def Remix. El video también provocó controversia debido a la letra Remix en la que Jessica canta "Nigga sabes" alrededor del 2:34. Esto, además de que la vestimenta, sorprendió a sus fanes cristianos, y como resultado, una vez que perdió varios fanes
Video Irresistible en YouTube.

## Recepción

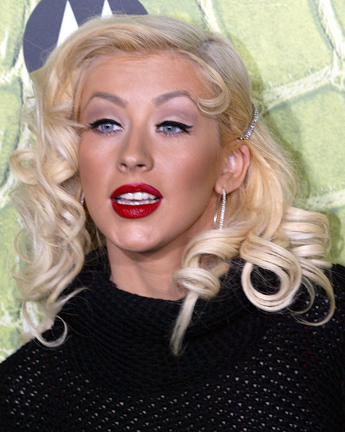
"Irresistible" fue comparada con canciones de Christina Aguilera, en su lanzamiento.

"Irresistible" fue recibido críticas mixtas por parte de los críticos. Stephen Thomas Erlewine de Allmusic dijo que la canción y "A Little Bit", son muy similares. Cashbox Canadá clasificó la canción en el número diez en "10 Love Songs". Del mismo modo, Chuck Taylor de Billboard también examinó "Irresistible" favorablemente, diciendo que es "una canción sexy, y Simpson se ve encantadora con esta nueva imagen. Al revisar la banda sonora de Lizzie McGuire, Adrian Zupp de Wal-Mart indicó que Simpson agregó una dimensión de su propio álbum. Teresa Gubbins de The Dallas Morning News tenía sentimientos encontrados por la canción en su revisión, por escrito que el sonido de la canción puede ayudar a Simpson en las radios urbanas, pero no hizo nada para mostrar su voz. Larry Printz de The Morning Call también dio una visión similar de la canción.
Algunos críticos comentaron que no les gustaba la canción, mientras que otros criticaron la sexualidad de sus letras y la calidad digital. Chuck Campbell, de Daily News ver la canción como "gorjeos" y señaló que Simpson estaba cantando sin aliento. Peter Marsh, de la BBC hizo una revisión similar, indicando que la canción se hizo digitalmente.
Jonathan Takiff de Knight Ridder Newspapers ver el tema como una rutina. Un editor de The Advocate comentó que la canción sonaba más fabricados de compuestos. Craig Seymour de The Buffalo News consideró que "Irresistible" fue una "melodía de seducción." Del mismo modo, David Browne de Entertainment Weekly describió que el sencillo podría ser fácilmente reciclados para una "Nueva campaña de anuncios virginidad." Hayley Gyllenspetz de The Northern Echo rechazó la canción, diciendo que sonaba como las obras de Britney Spears y Christina Aguilera. En 2003, "Irresistible" ganó un BMI Pop Music Award.

## Formatos
| US Vinyl, 12" - A1 «Irresistible» [Kupper Club Mix] 7:04 - A2 «Irresistible» [So So Def Remix] 3:34 - B1 «Irresistible» [Hex Hector Club Mix] 8:53 - B2 «Irresistible» [Riprock N' Alex G Remix Deluxe] 3:05 US Vinyl, 12", Promo - A «Irresistible» [So So Def Remix] 3:34 - B1 «Irresistible» [Riprock N' Alex G Remix Deluxe] 3:05 - B2 «Irresistible» 3:11 US Vinyl, 12" - 1 «Irresistible» [Hex Hector Club Mix] 8:53 - 2 «Irresistible» [So So Def Remix] 3:34 - 3 «Irresistible» [Riprock N' Alex G Remix Deluxe] 3:05 - 4 «Irresistible» [Kupper Club Mix] 7:04 - 5 «Irresistible» [Kupper Club Mix Instrumental] 7:04 - 6 «Irresistible» [So So Def Remix Instrumental] 3:34 | Australia Maxi-CD - 1 «Irresistible» 3:11 - 2 «Irresistible» [So So Def Remix] 3:34 Featuring Lil' Bow Wow - 3 «Irresistible» [Riprock 'N' Alex G Remix Deluxe] 3:05 - 4 «Irresistible» [Hex Hector Club Mix] 8:53 Sweden Maxi-CD - 1 «Irresistible» 3:11 - 2 «Irresistible» [So So Def Remix] 3:34 - 3 «Irresistible» [Hex Hector Radio Mix] 3:31 - VIDEO «Irresistible» [Video Version] 3:09 Europe Single - 1 «Irresistible» 3:11 - 2 «Irresistible» [So So Def Remix] 3:34 |

## Remix
- Album Version - 3:13
- Version of Lizzie McGuire's Soundtrack - 3:12
- Version of the song is on the video game Karaoke Revolution Volume 2
- Alex G & Riprock Main Accapella
- Alex G & Riprock Main Instrumental
- Alex G & Riprock Main
- Arenna Unreleased Mix
- Hex Hector & Dezrok Main Club Mix
- Hex Hector & Dezrok Main Dub Mix
- Hex Hector Club Mix - 8:51
- Hex Hector Main Vocal Mix Accapella
- Hex Hector Main Vocal Mix Instrumental
- Hex Hector Main Vocal Mix
- Hex Hector Radio Mix
- Kupper Club Mix - 7:04
- Kupper Radio Mix
- So So Def Remix Featuring Lil Bow Wow

## Posicionamiento
| Listas (2001)                       | Mejor posición |
| ----------------------------------- | -------------- |
| Australia (ARIA)                    | 21             |
| Austria (Ö3 Austria Top 40)         | 50             |
| Alemania (Media Control AG)         | 10             |
| Argentina (Top 20)                  | 13             |
| Bélgica (Ultratop 50 Flanders)      | 2              |
| Canadá (Canadian Singles Chart)     | 16             |
| Chile (Chile Top 100)               | 10             |
| Europa (European Hot 100 Singles)   | 19             |
| Estados Unidos (Top 40 Mainstream)  | 3              |
| Estados Unidos (Top 40 Tracks)      | 5              |
| Estados Unidos (Rhythmic Top 40)    | 12             |
| Estados Unidos (Billboard Hot 100)  | 15             |
| Estados Unidos (Radio Songs)        | 13             |
| Filipinas (Philippines Top Hits)    | 19             |
| Holanda (Dutch Singles Chart)       | 31             |
| Irlanda (IRMA)                      | 18             |
| Italia (FIMI)                       | 28             |
| Nueva Zelanda (RIANZ Singles Chart) | 41             |
| Noruega (Norwegian Singles Chart)   | 16             |
| Suecia (Sweden Top 60)              | 17             |
| Suiza (Switzerland Top 100)         | 20             |
| Reino Unido (UK Singles Chart)      | 11             |
| Rumania (Romanian Singles Chart)    | 17             |
| Venezuela Top Anglo (Record Report) | 9              |

## Certificaciones
| País      | Proveedor     | Año  | Certificación | Nivel | Simbolización | Ventas certificadas | Tipo     |
| --------- | ------------- | ---- | ------------- | ----- | ------------- | ------------------- | -------- |
| Europa    |               |      |               |       |               |                     |          |
| Alemania  | IFPI Alemania | 2001 | Oro           | 1     | ●             | 15 000              | Sencillo |
| Oceanía   |               |      |               |       |               |                     |          |
| Australia | ARIA          | 2001 | Oro           | 1     | ●             | 35 000              | Sencillo |